# 韩保罗
 韩保罗（英語：Paul Hudson, 1967年10月14日—）是一位英国企业家。中文名叫 韩保罗。

## 生平
1967年出生于英国，毕业于曼彻斯特都会大学。先后任职于葛兰素史克、阿斯利康和诺华。2019年9月接任赛诺菲首席执行官。

## 家庭
已婚有三个孩子，目前居住在巴黎，是曼联球迷。